# ساداخلو
ساداخلو (به گرجی: სადახლო) یک شهرک در گرجستان است که در کومو کارتلی واقع شده‌است. ساداخلو ۹٬۴۵۰ نفر جمعیت دارد.

## مردم
بر اساس سرشماری گرجستان در سال ۲۰۰۲ جمعیت این روستا به ۹۴۵۰ نفر می‌رسد که بیشتر آنها (۹۷٪) آذربایجانی هستند.